# Рубча
Рубча (Пущин) — річка  в Україні, у Березнівському  районі Рівненської області. Ліва притока Бобра  (басейн Дніпра ).

## Опис
Довжина річки приблизно 4,5 км.

## Розташування
Бере  початок на північному заході від урочища Хропчіва. Тече переважно на північний захід і на північному сході від Михалина впадає у річку Бобер, праву притоку Случі.
За 1740 метрів від гирла проходить автомобільна дорга Т 1811.